# بیلی کنی (بازیکن فوتبال، زاده ۱۹۵۱)
بیلی کنی (انگلیسی: Billy Kenny؛ زادهٔ ۲۳ اکتبر ۱۹۵۱) بازیکن فوتبال اهل بریتانیا است.
از باشگاه‌هایی که در آن بازی کرده‌است می‌توان به باشگاه فوتبال اورتون، باشگاه فوتبال اشتون یونایتد، و باشگاه فوتبال ترانمره راورز اشاره کرد.